# Ufa Arena

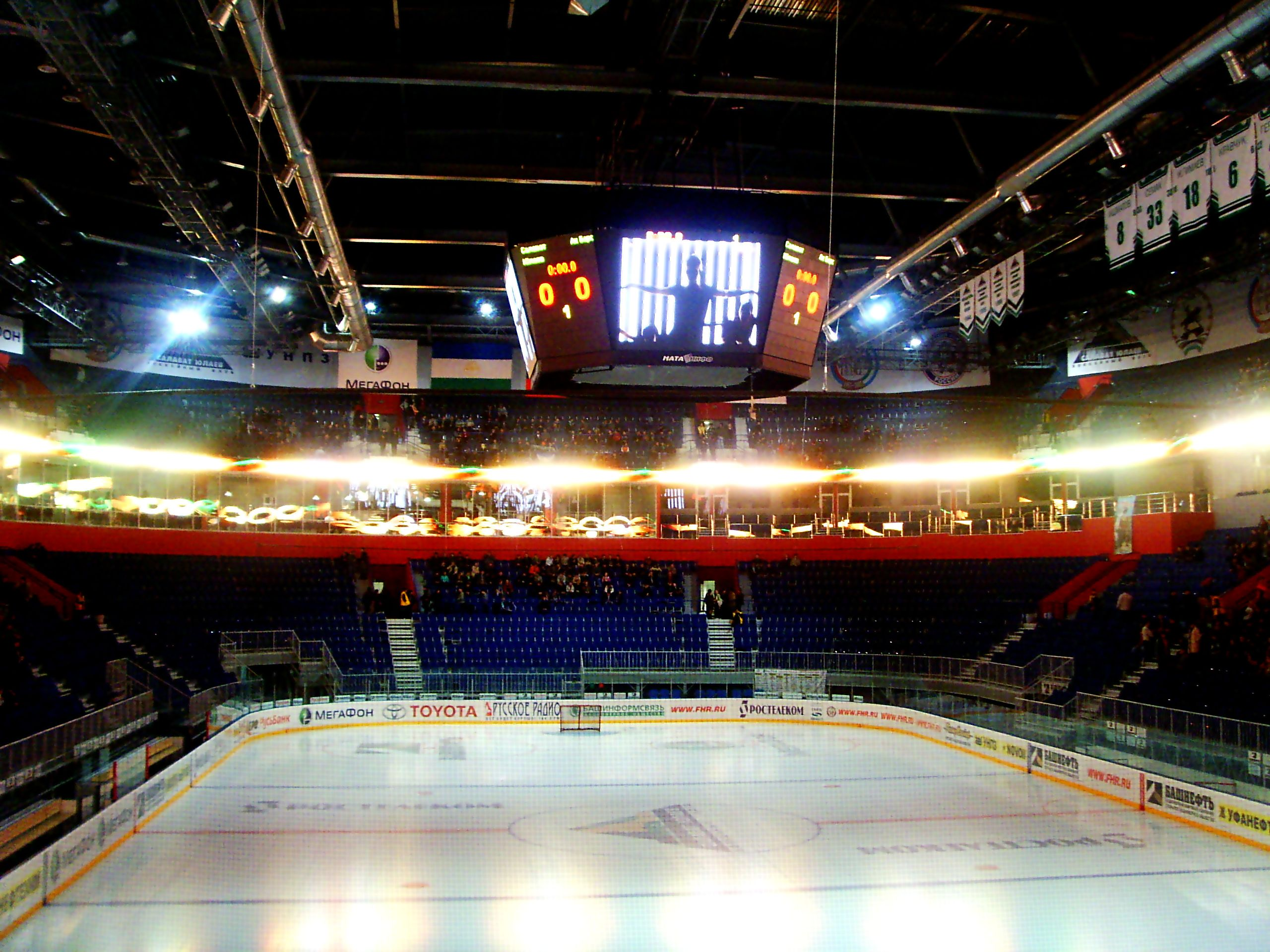
Interiér stadionu (stará kostka)

Univerzální sportovní aréna „Ufa-Arena“ (rusky Универсальная спортивная арена Уфа́-Аре́на) je multifunkční sportovní a koncertní komplex v Ufě, v Ruské federaci. Je domovskou arénou klubu KHL Salavat Julajev (od 19. prosince 2007). První zápas v aréně se odehrál 27. srpna 2007 v rámci mládežnické Super série 2007 mezi hokejovými týmy Ruska a Kanady.

## Výstavba
Ufa-Arena byla postavena na místě malé sportovní arény, stadionu Trud s přírodním ledem, kde v roce 1961 odehrál svůj debutový mezinárodní zápas hokejový tým Salavat Julajev. Na rozdíl od takových ruských hokejových arén, jako je Tatneft-Arena, Omsk Arena, Mytišči Arena a řada dalších, byla Ufa-Arena postavena pouze místními stavebními organizacemi: byla navržena architekty architektonické firmy "Baškirgrazhdanproekt" Ildarem Fanisovičem Ibragimovem a Vladimírem Nikolajevičem Savenkem, stavební společnost OJSC "KPD" působili jako generální dodavatel. Stavba trvala zhruba dva roky a zprovoznění ledového paláce bylo načasováno na oslavu 450. výročí dobrovolného vstupu Baškirie do Ruské federace.

### Druhá fáze
Původní projekt Ufa Arény počítal s výstavbou druhé etapy: krytého kluziště s tribunami pro 640 diváků a víceúrovňovým parkovištěm. Slavnostní otevření druhé fáze Ufa Areny proběhlo 20. listopadu 2011. Podle dohody mezi AFK Sistema a vládou Republiky Baškortostán financovala skupina Bashneft více než 20 % nákladů na výstavbu druhé etapy Ufa Areny. Na dva roky bylo pro tyto účely přiděleno 105 milionů rublů.

### Architektura
Areál Ufa-Arény tvoří dvě ledové plochy: hlavní pro 8522 diváků a malá pro 640 diváků. V prvním patře Arény jsou odpočívárny pro sportovce a trenérský personál, box pro rozhodčí, sauna, masážní místnost, místnost na broušení bruslí, garáž pro dva stroje na led Olympia, lékařská vyšetřovna a dopingová kontrolní místnost. Aréna se skládá ze čtyř pater: vstup do sektorů je přes druhou, třetí a čtvrtou vrstvu. Mezi druhým a čtvrtým patrem jsou VIP boxy, místa pro vozíčkáře, komentátorské kabiny, novinářský box a restaurace. V prosinci 2016 byla kostka vyměněna.

### Charakteristika
Hlavní aréna 
- Celková plocha – 29 070 m²
- Počet diváckých míst – 8522
- Povrchové parkoviště pro 996 aut

Přístavba Ufa-Arény
- Celková plocha - 8300 m²
- Počet diváckých míst - 640
- Kryté parkoviště pro 222 aut.

## Významné sportovní události

### Minulé
2007
- 27. – 28. srpna – Zápasy Supersérie mládeže Rusko – Kanada

2008
- 11. dubna – Ufa Salavat Julajev se poprvé v historii stala mistrem Ruska, když v rozhodujícím zápase finálové série play off porazila Jaroslavl Lokomotiv

2011
- 12. února – MHL Challenge Cup. V lítém boji získal trofej Východní tým, který porazil tým Západu v rozstřelech 3:2
- 16. dubna - Salavat Julajev vyhrál Gagarinův pohár, když porazil Atlant Mytišči (4:1) v 5. zápase finálové série play off
- 27., 29. května – Světová liga. Ruská volejbalová reprezentace dvakrát porazila japonský tým.

2013
- 5. ledna – Mistrovství světa juniorů v ledním hokeji 2013 . V zápase o třetí místo uhrála ruský tým vítězství nad Kanadou (6:5 OT) a získala bronzové medaile. Ve finálovém zápase porazil tým USA švédský tým – 3:1.
- VI Zimní mezinárodní dětské hry. Hokejový turnaj.

2014
- Srpen – Mistrovství světa v ledním hokeji mezi mládežnickými týmy

2017
- Leden – Zápas hvězd KHL

2018
- Červen – etapa volejbalové Ligy národů

2019
- Červen – etapa volejbalové Ligy národů